# Władysław Szysz
Władysław Szysz (ur. 26 września 1919 w Dalekich w powiecie lidzkim, zm. 26 grudnia 1949) – uczestnik II wojny światowej w szeregach Armii Czerwonej i Ludowego Wojska Polskiego, funkcjonariusz organów bezpieczeństwa PRL.

## Życiorys
Pochodził z rodziny chłopskiej wyznania katolickiego. Był synem Filipa i Heleny Szyszów. W latach 1926–1936 uczęszczał do szkoły powszechnej w Wilnie. Z powodu trudnej sytuacji rodzinnej przerwał naukę w gimnazjum w Lidzie i podjął pracę fizyczną na kolei. W 1940 został skierowany do szkoły podoficerskiej Armii Czerwonej i awansowany na stopień sierżanta. Kontynuował naukę w szkole oficerskiej przy 8 pułku kolejowym w Miczuryńsku. W 1942 został zdemobilizowany i odesłany do pracy przy budowie fabryki w Czelabińsku. W 1943 jako ochotnik zgłosił się do tworzonego w ZSRR Ludowego wojska Polskiego. W 1 Dywizji Piechoty im. Tadeusza Kościuszki dowodził plutonem pułku pancernego. Ukończył też szkołę oficerską w Kujbyszewie.
16 sierpnia 1944 został wywiadowcą Sekcji 1 Kontrwywiadu WUBP w Białymstoku, a 28 grudnia 1944 komendantem gmachu WUBP w stopniu chorążego. Od 15 stycznia 1945 szef Grupy Operacyjnej PUBP na powiat łaski i kierownik Powiatowego Urzędu Bezpieczeństwa Publicznego w Łasku. Od 1 czerwca 1945 kierownik MUBP w Łodzi w stopniu porucznika, 9 marca 1946 mianowany szefem PUBP w Suwałkach. 10 października 1945 został odznaczony Srebrnym Krzyżem Zasługi Od 15 maja 1947 zastępca szefa, a od 24 lipca 1947 szef Wojewódzkiego Urzędu Bezpieczeństwa Publicznego w Białymstoku w stopniu kapitana, 22 grudnia 1947 mianowany majorem. 7 marca 1949 przeniesiony na zastępcę szefa  WUBP w Szczecinie. Zginął postrzelony przypadkowo na polowaniu.

## Awanse
- starszy sierżant,
- chorąży (27 grudnia 1944),
- podporucznik,
- porucznik (2 maja 1945),
- kapitan (22 lipca 1946),
- major (22 grudnia 1947)[2]